# Lisa Teige
Lisa Teige (* 1998) ist eine norwegische Schauspielerin und Tänzerin. Bekanntheit erlangte sie vor allem durch die Rolle der Eva Kviig Mohn in der norwegischen Jugendserie Skam. 

## Leben
Teige wuchs im Stadtteil Fana in Bergen auf. Im Alter von neun Jahren begann sie mit dem Tanzen. Mit 16 Jahren zog sie im Jahr 2014 nach Oslo, um dort die Tanzlinie einer weiterführenden Schule zu besuchen. Sie begann in dieser Zeit zudem an Tanzauditions teilzunehmen. Sie nahm auch am Casting für die Jugendserie Skam teil, bei der sie die Rolle der Schülerin Eva Kviig Mohn erhielt, die in der ersten Staffel die Hauptfigur darstellte. In den folgenden drei Staffeln war sie ebenfalls Teil der Hauptdarsteller. Im Jahr 2018 wirkte sie im skandinavischen Tanzfilm Battle mit, bei der sie eine Hauptrolle als die junge Tänzerin Amalie spielte. Diese Rolle übernahm sie in der 2020 gedrehten und im Jahr 2022 erschienenen Fortsetzung Battle: Freestyle erneut. 2018 wirkte sie außerdem in einer Nebenrolle in Håbet, einer dänischen Historienserie, mit.
Teige studierte Tanz an der Kunsthochschule Oslo. Sie erhielt darin einen Bachelorabschluss.

## Filmografie
- 2015–2017: Skam (Fernsehserie, 39 Episoden)
- 2018: Battle
- 2018: Håbet (Fernsehserie, Episode 1x02)
- 2022: Battle: Freestyle
- 2023–2024: Casper und Emma (Fernsehserie, 10 Folgen)
- 2023: Karsten og Petra – Gullringen fra Atlantis